# Vimoutiers
Vimoutiers là một xã trong tỉnh Orne, thuộc vùng hành chính Normandie của nước Pháp, có dân số là 4.418 người (thời điểm 1999).

## Nhân khẩu học
| 1962 | 1968 | 1975 | 1982 | 1990 | 1999 |
| ---- | ---- | ---- | ---- | ---- | ---- |
| 3701 | 4572 | 5019 | 4918 | 4723 | 4418 |

## Các thành phố kết nghĩa
- Sontra, Hessen, Đức